# Salpichroa origanifolia
Salpichroa origanifolia är en potatisväxtart som först beskrevs av Jean-Baptiste de Lamarck, och fick sitt nu gällande namn av Louis Antoine François Baillon. Salpichroa origanifolia ingår i släktet Salpichroa och familjen potatisväxter. Inga underarter finns listade i Catalogue of Life.

## Bildgalleri

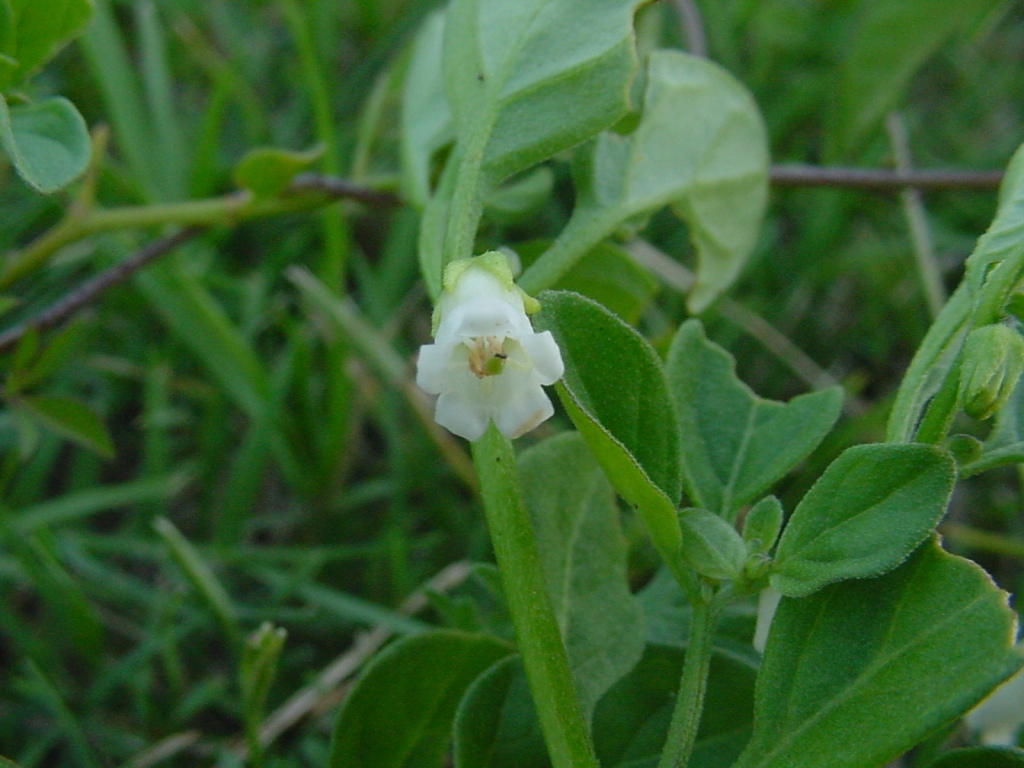
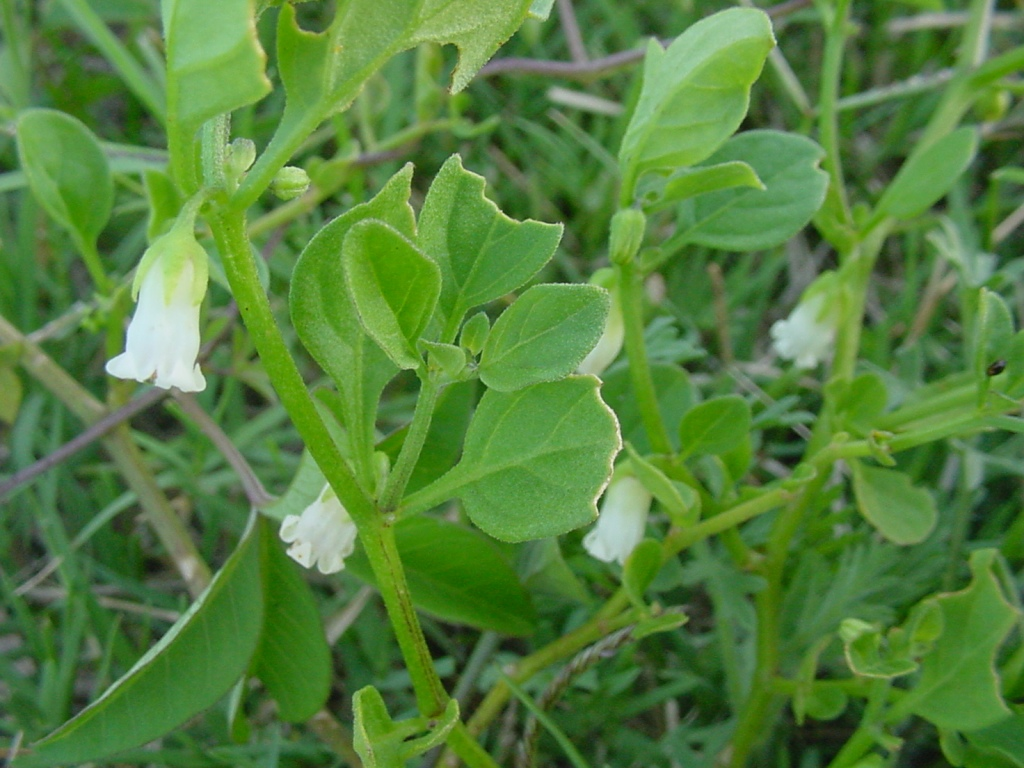
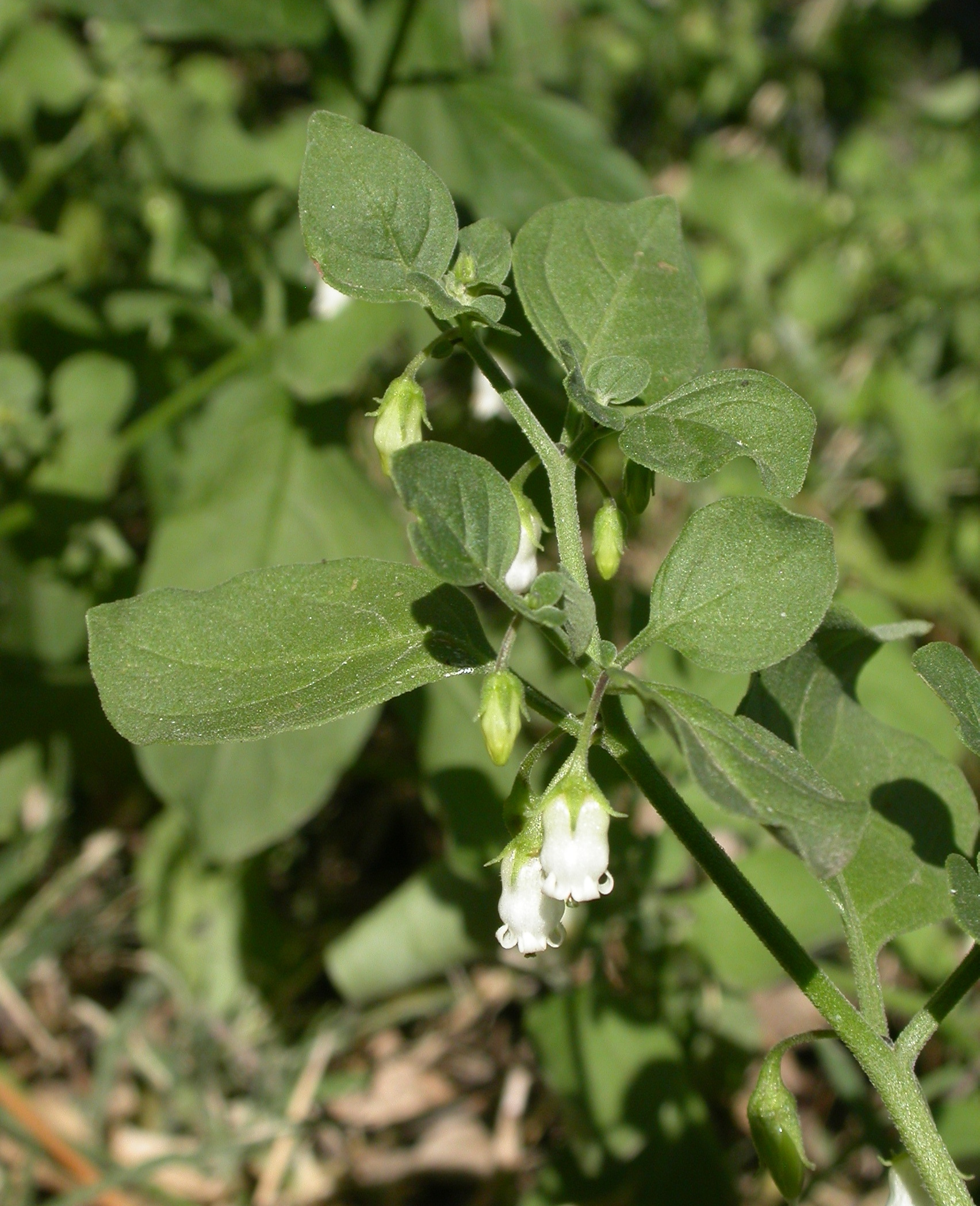